# Бегежан
Бегежан (каз. Бегежан) — село в Костанайском районе Костанайской области Казахстана. Входит в состав Ульяновского сельского округа. Находится примерно в 68 км к западу от центра города Костаная. Код КАТО — 395467200.

## Население
В 1999 году население села составляло 585 человек (287 мужчин и 298 женщин). По данным переписи 2009 года, в селе проживало 314 человек (149 мужчин и 165 женщин).